# Xã Smackover, Quận Union, Arkansas
Xã Smackover (tiếng Anh: Smackover Township) là một xã thuộc quận Union, tiểu bang Arkansas, Hoa Kỳ. Năm 2010, dân số của xã này là 2.450 người.